# لاشا تالاخادزه
لاشا تالاخادزه (گرجی: ლაშა ტალახაძე؛ زادهٔ ۲ اکتبر ۱۹۹۳) وزنه‌بردار فوق سنگین گرجستان و دارندهٔ سه مدال طلای المپیک تابستانی ۲۰۱۶، ۲۰۲۰و ۲۰۲۴، هفت مدال طلای رقابت‌های قهرمانی جهان در هفت دورهٔ پیاپی و قهرمان پنج دوره اروپا در دستهٔ فوق سنگین می‌باشد. وی سه بار برندهٔ جایزهٔ وزنه‌بردار مرد سال جهان شده و سومین وزنه بردار پرافتخار جهان در تمام ادوار است. وی رکورد دار حال حاضر جهان در یک‌ضرب (۲۲۵ کیلوگرم) و دوضرب (۲۶۷ کیلوگرم) و مجموع (۴۹۲ کیلوگرم) می‌باشد. به دلیل موفقیت متداوم بسیاری او را برترین وزنه‌بردار دستهٔ فوق‌سنگین در تمام ادوار می‌دانند.

## فعالیت حرفه‌ای

### دستهٔ ۱۰۵+ ک‌گ
تالاخادزه به عنوان نمایندهٔ گرجستان در مسابقات قهرمانی جهان ۲۰۱۵ در دستهٔ فوق سنگین وزنه زد و با رکورد مجموع ۴۵۴ کیلوگرم ابتدا در مکان دوم ایستاد. در دسامبر ۲۰۱۵ آزمایش دوپینگ الکسی لوچف (دارندهٔ اولیهٔ نشان طلای رقابت‌ها و رکورددار یک‌ضرب، دوضرب و مجموع جهان) به سبب مصرف مادهٔ ایپامورلین مثبت اعلام شد و در پی آن فدراسیون جهانی وزنه‌برداری علاوه بر باطل اعلام کردن رکوردهای جهانی وی، نشان طلای مسابقات را از وی ستاند و به تالاخادزه داد و بدین ترتیب تالاخادزه قهرمان جهان لقب گرفت.
در المپیک تابستانی ۲۰۱۶ وی با مهار وزنهٔ ۲۱۵ کیلوگرمی توانست رکورد یک‌ضرب جهان را که پیشتر در دستان بهداد سلیمی با مهار وزنهٔ ۲۱۴ کیلوگرمی بود از آن خویش کند (سپس بهداد سلیمی وزنهٔ ۲۱۶ کیلوگرمی را مهار کرد و دوباره رکورددار شد، این وزنه هم اندازهٔ وزنه‌ای بود که آنتونیو کراستف بلغاری در سال ۱۹۸۷ در دستهٔ ۱۱۰+ مهار کرده بود و بالاترین رکورد ثبت شده تا آن زمان بود). در دوضرب سلیمی در بلند کردن وزنهٔ ۲۴۵ کیلوگرمی در حرکت نخست ناموفق بود و در حرکت دوم این وزنه را بالای سر برد اما هیئت ژوری ۵ نفره این حرکت را ناموفق دانست. وی در حرکت سوم هم نتوانست وزنهٔ ۲۴۵ کیلوگرمی را مهار کند. لاشا تالاخادزه پس از عدم موفقیت سلیمی در مهار وزنه، با مهار وزنهٔ ۲۴۷ کیلوگرمی، قهرمانی خود را مسجل کرد. وی سپس وزنهٔ ۲۵۸ کیلوگرمی را با موفقیت بالای سر برد و با ثبت رکورد مجموع ۴۷۳ کیلوگرم که رکورد جدید جهان بود و کسب نشان طلا به کار خود در رقابت‌ها پایان داد. پس از وی گور میناسیان با ۲۲ کیلوگرم اختلاف وزنه نشان نقره را از آن خود کرد.

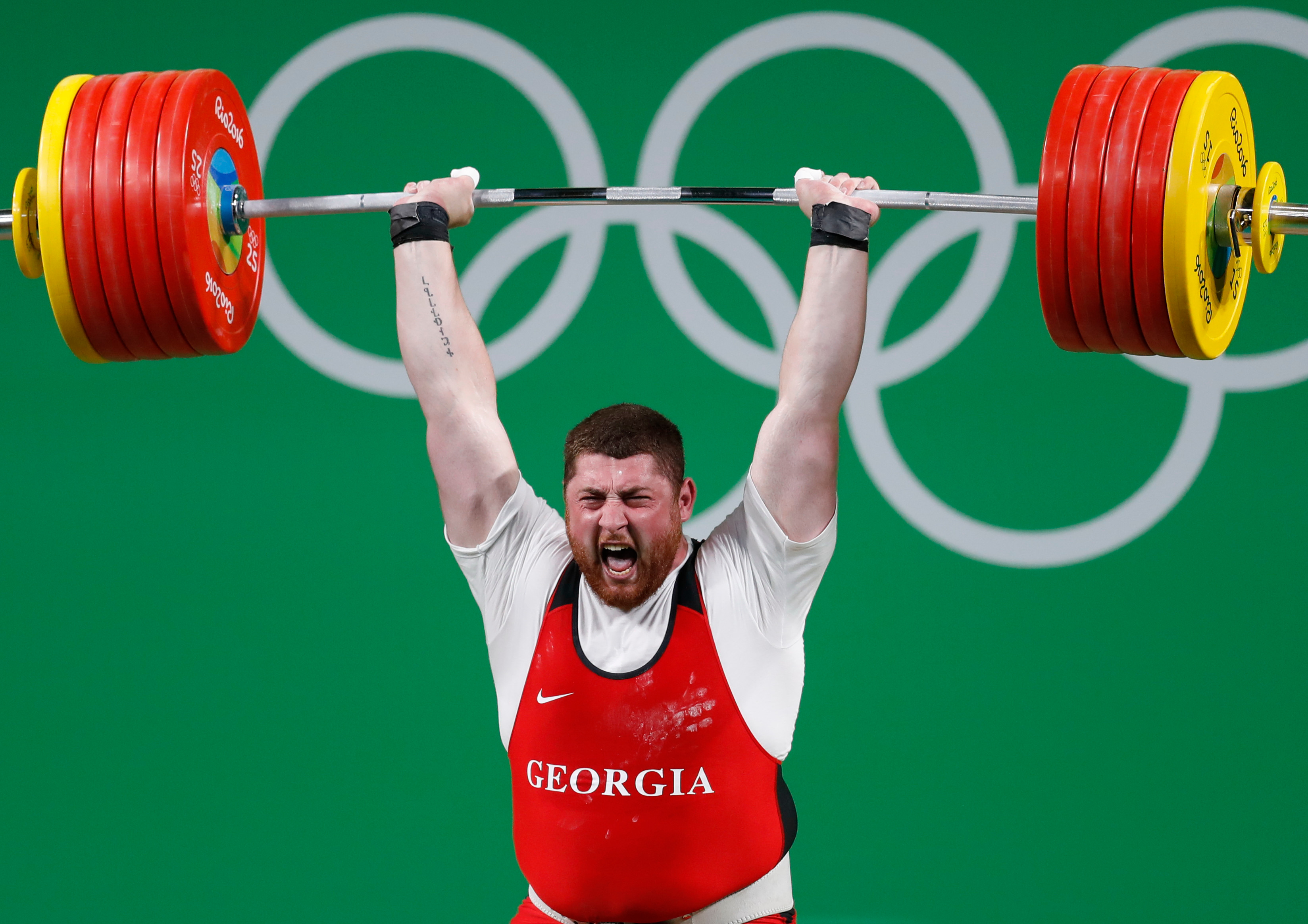
تالاخادزه در حال بلند کردن وزنهٔ ۲۵۸ کیلوگرمی در المپیک ریو ۲۰۱۶

نخستین رقابتی که وی پس از المپیک ۲۰۱۶ شرکت کرد، مسابقات قهرمانی اروپا ۲۰۱۷ بود. وی در آن‌جا توانست با زدن وزنهٔ ۲۱۷ کیلوگرمی، رکورد جهان در یک‌ضرب که ۲۱۶ کیلو بود و توسط آنتونیو کراستف در مسابقات جهانی ۱۹۸۷ و بهداد سلیمی در المپیک ۲۰۱۶ زده شده بود را بشکند و رکورددار یک‌ضرب جهان با بالاترین وزنهٔ ثبت شده در دستهٔ فوق سنگین بشود.
در قهرمانی وزنه‌برداری جهان ۲۰۱۷ وی در یک‌ضرب ۲۲۰ کیلوگرم را بالای سر برد و رکورد خود را سه کیلوگرم افزایش داد. همچنین با مهار وزنهٔ ۲۵۷ کیلوگرمی در دوضرب توانست بالاترین رکورد مجموع ثبت شدهٔ جهان که از سال ۱۹۸۸ در دستان لئونید تاراننکو بود را از آن خود کند. در این مسابقات وی هر سه نشان طلای دستهٔ فوق سنگین را برنده شد و توانست دو رکورد جهانی را ثبت کند. پس از وی، سعید علی‌حسینی با ۲۳ کیلوگرم اختلاف وزنهٔ مجموع، نشان نقره را به دست آورد.

### دستهٔ ۱۰۹+ ک‌گ
در سال ۲۰۱۸ فدراسیون جهانی وزنه‌برداری اوزان رقابتی وزنه‌برداری را تغییر داد و رکوردهای جهانی اوزان پیشین را از بخش رکوردهای رسمی خارج و آن‌ها را بایگانی کرد. قهرمانی جهان ۲۰۱۸ در تاشکند نخستین رقابت بین‌المللی با اوزان رده‌ای جدید مسابقات وزنه‌برداری بود و تالاخادزه در دستهٔ ۱۰۹+ به رقابت پرداخت. وی با مهار وزنهٔ ۲۰۷ کیلوگرمی کار خود را در یک‌ضرب آغاز کرد و بالاتر از گور میناسیان که تنها یک حرکت دیگر در یک‌ضرب داشت، قرار گرفت. سپس میناسیان در حرکت سوم خود ناموفق بود و با این عدم موفقیت او، تالاخادزه توانست نشان طلای یک‌ضرب را برنده شود. سپس وی در دو حرکت باقیماندهٔ خود مهار وزنه‌های ۲۱۲ و ۲۱۷ کیلوگرمی را که رکوردهای جدید جهان در دستهٔ ۱۰۹+ بودند را به ثبت رساند و پس از اتمام رقابت یک‌ضرب با ۱۲ کیلوگرم اختلاف نسبت به میناسیان، نفر دوم در جایگاه نخست ایستاد. در دوضرب در نخستین گام، وی ۲۴۵ کیلوگرم را بالای سر برد و رکورد جدید مجموع جهان را به نام خود ثبت کرد و با نزدن دو وزنهٔ باقیمانده نیز وی قهرمانی مجموع را کسب می‌کرد. پس از عدم موفقیت مارت سیم در مهار وزنهٔ ۲۵۱ کیلوگرمی در حرکت‌های دوم و سوم، تالاخادزه در گام دوم ۲۵۲ کیلوگرم را بالای سر برد و رکورد جهان را افزایش داد. وی در نهایت وزنهٔ ۲۵۷ کیلوگرمی را مهار کرد و با رکورد مجموع ۴۷۴ کیلوگرم قهرمان شد. میناسیان ۲۴ کیلوگرم کمتر از تالاخادزه وزنه زد و نقره گرفت.
در سال ۲۰۱۹ وی در رقابت‌های قهرمانی اروپا ۲۰۱۹ که در باتومی و در کشور خودش گرجستان برگزار می‌شد به رقابت پرداخت.
علاوه بر اشتیاق وافر برای کسب قهرمانی این مسابقات، از وی انتظار ثبت حدنصاب‌های جدید جهانی در دستهٔ ۱۰۹+ می‌رفت. وی رقابت خود را در یک‌ضرب با بلند کردن وزنهٔ ۲۰۸ کیلوگرمی آغاز کرد (که این وزنه‌ای مناسب برای کسب نشان طلا بود) و پس از آن با زدن وزنهٔ ۲۱۸ کیلوگرمی رکورد جهانی جدیدی به ثبت رساند. در حالی حرکات دوضرب آغاز شد که با پایان حرکات یک‌ضرب، ایراکلی تورمانیدزه از گرجستان با ۱۲ کیلوگرم اختلاف نسبت به تالاخادزه که در صدر قرار داشت وی را تعقیب می‌کرد. در دوضرب با مهار وزنهٔ ۲۴۵ کیلوگرمی، تالاخادزه برای چهارمین بار قهرمان اروپا شد. در حرکت دوم ۲۶۰ کیلوگرم را بالای سر برد و رکورد جهان در دوضرب را ۸ کیلوگرم افزایش داد. وی در مجموع ۴۷۸ کیلوگرم وزنه را مهار کرد و توانست رکورد شخصی خودش را یک کیلوگرم افزایش دهد. پیشتر در سال ۲۰۱۷ وی توانسته بود رکورد کلی ۴۷۷ کیلوگرم را ثبت کند که بالاترین رکورد مجموع وی بود.
وی پس از پیروزی تازه‌ای که در مسابقات قهرمانی اروپا ۲۰۱۹ به دست آمده بود اشتیاق زیادی برای کسب چهارمین قهرمانی خود در رقابت‌های قهرمانی جهان داشت. در قهرمانی جهان ۲۰۱۹ وی در حرکت دوم خود ۲۱۵ کیلوگرم را بالای سر برد و نشان طلا را برای خود تضمین کرد. در سومین حرکت وی توانست وزنهٔ ۲۲۰ کیلوگرمی را بالای سر برد، وزنه‌ای که پیش از این در رقابت‌های ۲۰۱۷ نیز آن را در دستهٔ قدیمی ۱۰۵+ کیلوگرم مهار کرده بود. وی با مهار وزنهٔ ۲۵۵ کیلوگرمی در حرکت دوم دوضرب نشان طلای دوضرب و مجموع را به دست آورد. وی در ششمین و آخرین وزنه‌ای که بلند می‌کرد توانست وزنهٔ سنگین ۲۶۴ کیلوگرمی را بالای سر ببرد و رکورد جهان در دستهٔ ۱۰۹+ کیلوگرم را افزایش دهد. رکورد کلی وی ۴۸۴ کیلوگرم بود که این حد نصاب بالاترین رکورد مجموع ثبت شده در تاریخ رقابت‌های وزنه‌برداری است.

## جوایز و دیگر اطلاعات

### رکوردهای جهانی
وی در طول فعالیت حرفه‌ای خود تاکنون ۲۳ رکورد رسمی جهانی بزرگسالان را ثبت کرده‌است.

#### یک‌ضرب
وزنهٔ ۲۱۷ کیلوگرمی که وی در رقابت‌های قهرمانی اروپا ۲۰۱۷ و قهرمانی جهان ۲۰۱۸ به ثبت رسانده ششمین وزنهٔ سنگینی می‌باشد که در رقابت‌های یک‌ضرب مهار شده‌است، آن پنج وزنهٔ سنگین‌تر نیز توسط خود وی مهار شده‌است، وزنه‌های ۲۱۸ کیلوگرمی که در رقابت‌های قهرمانی اروپا ۲۰۱۹ و ۲۲۰ کیلوگرمی که در مسابقات قهرمانی جهان ۲۰۱۷ و قهرمانی جهان ۲۰۱۹، ۲۲۲ کیلوگرمی که در قهرمانی اروپا ۲۰۲۱ و ۲۲۳ کیلوگرمی در بازی‌های المپیک تابستانی ۲۰۲۰ و ۲۲۵ کیلوگرم در قهرمانی جهان ۲۰۲۱ توسط تالاخادزه مهار شده‌اند، همگی بالاترین و سنگین‌ترین وزنه‌های به ثبت رسیدهٔ یک‌ضرب در تمامی زمان‌ها هستند.

#### مجموع
تالاخادزه در رقابت‌های جهانی ۲۰۲۱ رکورد مجموع ۴۹۲ کیلوگرم را به ثبت رساند که بالاترین حدنصاب ثبت شده در تمامی زمان‌ها صرف نظر از دسته‌های وزنی قدیمی می‌باشد. وی پیشتر در المپیک ۲۰۲۰ رکورد ۴۸۸ و در قهرمانی اروپا ۲۰۲۱ رکورد ۴۸۵ کیلوگرم را به ثبت رسانده بود. رکورد ۴۸۴ کیلوگرمی که او در قهرمانی جهان ۲۰۱۹ به ثبت رساند، ۶ کیلوگرم از پنجمین رکورد ثبت شده بیشتر است. پنجمین رکورد سنگین جهان ۴۷۸ کیلوگرم می‌باشد که توسط خود تالاخادزه در قهرمانی اروپا ۲۰۱۹ مهار شده‌است، ششمین رکورد سنگین مجموع جهان (۴۷۷ کیلوگرم) نیز توسط تالاخادزه در رقابت‌های قهرمانی جهان ۲۰۱۷ به ثبت رسید.

### جوایز
در سال ۲۰۱۶، با توجه به عملکرد وی در المپیک تابستانی ۲۰۱۶، نشان عالی ریاست‌جمهوری گرجستان از سوی گیورگی مارگولاشویلی رئیس‌جمهور وقت، به تالاخادزه اهدا شد. در سال‌های ۲۰۱۷ و ۲۰۱۸، کمیتهٔ ملی المپیک گرجستان وی را ورزشکار سال نامید و جایزهٔ این عنوان را به وی اهدا کرد. در سال ۲۰۱۷، وی از سوی فدراسیون بین‌المللی به عنوان وزنه‌بردار مرد سال جهان انتخاب شد. در ۲۰۱۸ و ۲۰۱۹ نیز وی از سوی IWF به عنوان بهترین وزنه‌بردار مرد سال جهان نامیده شد.

### دوپینگ
در سال ۲۰۱۳ به سبب مثبت اعلام شدن آزمایش دوپینگ به خاطر استفاده از داروی تقویت کنندهٔ استانوزولول، وی به مدت دو سال از شرکت در رقابت‌های ورزشی محروم شد.

## نتایج
| سال                      | میزبان                       | وزن          | یک‌ضرب (کیلوگرم) | یک‌ضرب (کیلوگرم) | یک‌ضرب (کیلوگرم) | یک‌ضرب (کیلوگرم) | دوضرب (کیلوگرم) | دوضرب (کیلوگرم) | دوضرب (کیلوگرم) | دوضرب (کیلوگرم) | مجموع    | رتبه   |
| سال                      | میزبان                       | وزن          | ۱               | ۲               | ۳               | رتبه            | ۱               | ۲               | ۳               | رتبه            | مجموع    | رتبه   |
| المپیک                   | المپیک                       | المپیک       | المپیک          | المپیک          | المپیک          | المپیک          | المپیک          | المپیک          | المپیک          | المپیک          | المپیک   | المپیک |
| ------------------------ | ---------------------------- | ------------ | --------------- | --------------- | --------------- | --------------- | --------------- | --------------- | --------------- | --------------- | -------- | ------ |
| ۲۰۱۶                     | ریودوژانیرو، برزیل           | ۱۰۵+ کیلوگرم | ۲۰۵             | ۲۱۰             | ۲۱۵ ر. ج        | ۲               | ۲۴۲             | ۲۴۷             | ۲۵۸             | ۱               | ۴۷۳ ر. ج | 1      |
| ۲۰۲۱                     | توکیو، ژاپن                  | ۱۰۹+ کیلوگرم | ۲۰۸             | ۲۱۵             | ۲۲۳ ر. ج        | ۲               | ۲۴۵             | ۲۵۵             | ۲۶۵ ر. ج        | ۱               | ۴۸۸ ر. ج | 1      |
| قهرمانی جهان             |                              |              |                 |                 |                 |                 |                 |                 |                 |                 |          |        |
| ۲۰۱۰                     | آنتالیا، ترکیه               | ۱۰۵+ کیلوگرم | ۱۵۷             | ۱۶۲             | ۱۶۲             | ۲۷              | ۱۸۰             | ۱۸۰             | –               | –               | –        | –      |
| ۲۰۱۱                     | پاریس، فرانسه                | ۱۰۵+ کیلوگرم | ۱۷۵             | ۱۸۰             | ۱۸۷             | ۱۶              | ۲۰۷             | ۲۰۷             | –               | ۲۵              | ۳۸۷      | ۲۰     |
| ۲۰۱۵                     | هیوستون، ایالات متحده آمریکا | ۱۰۵+ کیلوگرم | ۲۰۰             | ۲۰۰             | ۲۰۷             | 1               | ۲۳۸             | ۲۴۷             | ۲۴۷             | 2               | ۴۵۴      | 1      |
| ۲۰۱۷                     | آناهایم، ایالات متحده آمریکا | ۱۰۵+ کیلوگرم | ۲۱۰             | ۲۱۵             | ۲۲۰ ر. ج        | 1               | ۲۴۳             | ۲۵۰             | ۲۵۷             | 1               | ۴۷۷ ر. ج | 1      |
| ۲۰۱۸                     | عشق‌آباد، ترکمنستان           | ۱۰۹+ کیلوگرم | ۲۰۷             | ۲۱۲ ر. ج        | ۲۱۷ ر. ج        | 1               | ۲۴۵             | ۲۵۲ ر. ج        | ۲۵۷ ر. ج        | 1               | ۴۷۴ ر. ج | 1      |
| ۲۰۱۹                     | پاتایا، تایلند               | ۱۰۹+ کیلوگرم | ۲۰۸             | ۲۱۵             | ۲۲۰ ر. ج        | 1               | ۲۴۷             | ۲۵۵             | ۲۶۴ ر. ج        | 1               | ۴۸۴ ر. ج | 1      |
| ۲۰۲۱                     | تاشکند، ازبکستان             | ۱۰۹+ کیلوگرم | ۲۱۰             | ۲۱۸             | ۲۲۵ ر. ج        | 1               | ۲۴۷             | ۲۵۷             | ۲۶۷ ر. ج        | 1               | ۴۹۲ ر. ج | 1      |
| ۲۰۲۲                     | بوگوتا، کلمبیا               | +۱۰۹ کیلوگرم | 208             | 215             | 220             | 1               | 245             | 245             | 251             | 1               | 466      | 1      |
| قهرمانی اروپا            |                              |              |                 |                 |                 |                 |                 |                 |                 |                 |          |        |
| ۲۰۱۶                     | فورده، نروژ                  | ۱۰۵+ کیلوگرم | ۲۰۰             | ۲۰۷             | ۲۱۲             | 1               | ۲۳۵             | ۲۴۱             | ۲۵۱             | 1               | ۴۶۳      | 1      |
| ۲۰۱۷                     | اسپلیت، کرواسی               | ۱۰۵+ کیلوگرم | ۲۰۳             | ۲۱۰             | ۲۱۷ ر. ج        | 1               | ۲۳۸             | ۲۴۵             | ۲۵۰             | 1               | ۴۶۷      | 1      |
| ۲۰۱۸                     | بوداپست، رومانی              | ۱۰۹+ کیلوگرم | ۲۰۰             | ۲۱۰             | ۲۲۱             | 1               | ۲۳۵             | ۲۴۷             | –               | 1               | ۴۵۷      | 1      |
| ۲۰۱۹                     | باتومی، گرجستان              | ۱۰۹+ کیلوگرم | ۲۰۸             | ۲۱۸ ر. ج        | —               | 1               | ۲۴۵             | ۲۶۰ ر. ج        | —               | 1               | ۴۷۸ ر. ج | 1      |
| ۲۰۲۱                     | مسکو، روسیه                  | ۱۰۹+ کیلوگرم | ۲۱۱             | ۲۱۷             | ۲۲۲ ر. ج        | 1               | ۲۴۵             | ۲۵۳             | ۲۶۳             | 1               | ۴۸۵ ر. ج | 1      |
| ۲۰۲۲                     | تیرانا، آلبانی               | +۱۰۹ کیلوگرم | 208             | 212             | 217             | 1               | 245             | 253             | –               | 1               | 462      | 1      |
| قهرمانی جوانان جهان      |                              |              |                 |                 |                 |                 |                 |                 |                 |                 |          |        |
| ۲۰۱۳                     | لیما، پرو                    | ۱۰۵+ کیلوگرم | ۱۸۵             | ۱۹۰             | ۱۹۵             | 1               | ۲۱۷             | ۲۲۱             | –               | 1               | ۴۱۱      | 1      |
| زیر ۲۳ سال قهرمانی اروپا |                              |              |                 |                 |                 |                 |                 |                 |                 |                 |          |        |
| ۲۰۱۶                     | ایلات، اسرائیل               | ۱۰۵+ کیلوگرم | ۱۹۳             | ۲۰۰             | ۲۰۵             | 1               | ۲۲۲             | ۲۳۵             | –               | 1               | ۴۴۰      | 1      |
| قهرمانی جوانان اروپا     |                              |              |                 |                 |                 |                 |                 |                 |                 |                 |          |        |
| ۲۰۱۱                     | بخارست، رومانی               | ۱۰۵+ کیلوگرم | ۱۷۵             | ۱۸۰             | ۱۸۵             | 1               | ۲۰۵             | ۲۱۲             | ۲۱۷             | 1               | ۴۰۲      | 1      |
| ۲۰۱۲                     | ایلات، اسرائیل               | ۱۰۵+ کیلوگرم | ۱۷۵             | ۱۸۳             | ۱۹۰             | 3               | ۲۰۵             | ۲۲۲             | ۲۳۲             | 3               | ۴۱۲      | 3      |
| ۲۰۱۳                     | تالین، استونی                | ۱۰۵+ کیلوگرم | ۱۸۲             | ۱۹۰             | –               | –               | ۲۱۰             | ۲۲۵             | –               | –               | ۴۱۵      | DSQ    |
| قهرمانی نوجوانان اروپا   |                              |              |                 |                 |                 |                 |                 |                 |                 |                 |          |        |
| ۲۰۱۰                     | والنسیا، اسپانیا             | ۹۴+ کیلوگرم  | ۱۵۰             | ۱۵۵             | ۱۵۸             | 1               | ۱۷۵             | ۱۸۲             | ۱۸۷             | 1               | ۳۴۵      | 1      |

## تابلو رکوردهای جهانی
| حرکت         | نتیجه (کیلوگرم) | مکان                         | مسابقات         | زمان            |              |
| ۱۰۵+ کیلوگرم | ۱۰۵+ کیلوگرم    | ۱۰۵+ کیلوگرم                 | ۱۰۵+ کیلوگرم    | ۱۰۵+ کیلوگرم    | ۱۰۵+ کیلوگرم |
| ------------ | --------------- | ---------------------------- | --------------- | --------------- | ------------ |
| یک‌ضرب        | ۲۱۵             | ریو دو ژانیرو، برزیل         | المپیک تابستانی | ۱۶ اوت ۲۰۱۶     |              |
| مجموع        | ۴۷۳             | ریو دو ژانیرو، برزیل         | المپیک تابستانی | ۱۶ اوت ۲۰۱۶     |              |
| یک‌ضرب        | ۲۱۷             | اسپلیت، کرواسی               | قهرمانی اروپا   | ۸ آوریل ۲۰۱۷    |              |
| یک‌ضرب        | ۲۲۰             | آناهایم، ایالات متحده آمریکا | قهرمانی جهان    | ۵ دسامبر ۲۰۱۷   |              |
| مجموع        | ۴۷۷             | آناهایم، ایالات متحده آمریکا | قهرمانی جهان    | ۵ دسامبر ۲۰۱۷   |              |
| ۱۰۹+ کیلوگرم |                 |                              |                 |                 |              |
| یک‌ضرب        | ۲۱۲             | عشق‌آباد، ترکمنستان           | قهرمانی جهان    | ۱۰ نوامبر ۲۰۱۸  |              |
| یک‌ضرب        | ۲۱۷             | عشق‌آباد، ترکمنستان           | قهرمانی جهان    | ۱۰ نوامبر ۲۰۱۸  |              |
| مجموع        | ۴۶۲             | عشق‌آباد، ترکمنستان           | قهرمانی جهان    | ۱۰ نوامبر ۲۰۱۸  |              |
| دوضرب        | ۲۵۲             | عشق‌آباد، ترکمنستان           | قهرمانی جهان    | ۱۰ نوامبر ۲۰۱۸  |              |
| مجموع        | ۴۶۹             | عشق‌آباد، ترکمنستان           | قهرمانی جهان    | ۱۰ نوامبر ۲۰۱۸  |              |
| دوضرب        | ۲۵۷             | عشق‌آباد، ترکمنستان           | قهرمانی جهان    | ۱۰ نوامبر ۲۰۱۸  |              |
| مجموع        | ۴۷۴             | عشق‌آباد، ترکمنستان           | قهرمانی جهان    | ۱۰ نوامبر ۲۰۱۸  |              |
| یک‌ضرب        | ۲۱۸             | باتومی، گرجستان              | قهرمانی اروپا   | ۱۳ آوریل ۲۰۱۹   |              |
| دوضرب        | ۲۶۰             | باتومی، گرجستان              | قهرمانی اروپا   | ۱۳ آوریل ۲۰۱۹   |              |
| مجموع        | ۴۷۸             | باتومی، گرجستان              | قهرمانی اروپا   | ۱۳ آوریل ۲۰۱۹   |              |
| یک‌ضرب        | ۲۲۰             | پاتایا، تایلند               | قهرمانی جهان    | ۲۷ سپتامبر ۲۰۱۹ |              |
| دوضرب        | ۲۶۴             | پاتایا، تایلند               | قهرمانی جهان    | ۲۷ سپتامبر ۲۰۱۹ |              |
| مجموع        | ۴۸۴             | پاتایا، تایلند               | قهرمانی جهان    | ۲۷ سپتامبر ۲۰۱۹ |              |
| یک‌ضرب        | ۲۲۲             | مسکو، روسیه                  | قهرمانی اروپا   | ۱۱ آوریل ۲۰۲۱   |              |
| مجموع        | ۴۸۵             | مسکو، روسیه                  | قهرمانی اروپا   | ۱۱ آوریل ۲۰۲۱   |              |
| یک‌ضرب        | ۲۲۳             | توکیو، ژاپن                  | المپیک تابستانی | ۴ اوت ۲۰۲۱      |              |
| دوضرب        | ۲۶۵             | توکیو، ژاپن                  | المپیک تابستانی | ۴ اوت ۲۰۲۱      |              |
| مجموع        | ۴۸۸             | توکیو، ژاپن                  | المپیک تابستانی | ۴ اوت ۲۰۲۱      |              |
| یک‌ضرب        | ۲۲۵             | تاشکند، ازبکستان             | قهرمانی جهان    | ۱۷ دسامبر ۲۰۲۱  |              |
| دوضرب        | ۲۶۷             | تاشکند، ازبکستان             | قهرمانی جهان    | ۱۷ دسامبر ۲۰۲۱  |              |
| مجموع        | ۴۹۲             | تاشکند، ازبکستان             | قهرمانی جهان    | ۱۷ دسامبر ۲۰۲۱  |              |